# Mallophora testaceitarsis
Mallophora testaceitarsis är en tvåvingeart som beskrevs av Macquart 1855. Mallophora testaceitarsis ingår i släktet Mallophora och familjen rovflugor. Inga underarter finns listade i Catalogue of Life.